# Szpital im. Jana Pawła II w Głogowie
Szpital im. Jana Pawła II w Głogowie został wybudowany w drugiej połowie lat 30. XX w. i oddany do użytku 1 września 1939 r.
Jest to jeden z największych obiektów na terenie miasta. Z lotu ptaka budynek szpitala kształtem przypomina samolot.

## Historia
Posiadał on 4 oddziały (oddział chirurgiczny, wewnętrzny, laryngologiczny i dermatologiczny). Początkowe sukcesy niemieckich wojsk na obu frontach spowodowały, że szpital nie był bardzo obciążony ilością pacjentów. Ze względu na położenie z dala od centrum miasta obiekt wyłączono z planu obrony twierdzy. 
W roku 1945 podjęto decyzję o ewakuacji pacjentów oraz personelu w głąb Rzeszy. W wyniku krótkotrwałych walk, w lutym 1945 roku szpital został nieznacznie uszkodzony. W kwietniu 1945 r. Rosjanie zajęli szpital i rok później oddali budynek władzom polskim wcześniej go doszczętnie ogołacając. Od 1947 r. pełnił funkcję Szpitala Powiatowego wraz z ambulatorium jako własność Wojska Polskiego. 22 sierpnia 1949 r. resort sprawiedliwości odremontował skrzydło szpitalne. Po wojnie szpital oprócz problemów lokalowych borykał się z brakiem aparatury leczniczej, wykwalifikowanej kadry lekarzy oraz brakiem pojazdu pogotowia ratunkowego. 

## Stan obecny
Dzisiaj budynek jest siedzibą Szpitala Powiatowego im. Jana Pawła II. Szpital składa się z budynku głównego, skrzydeł oraz łącznika, których łączna długość wynosi 228 m. Obiekt posiada podpiwniczenie oraz 3 piętra. Cały obiekt pomalowano na kolor jasnożółty.
Główna część budynku jest murowana i otynkowana, przykryta dachem czterospadowym z dachówki ceramicznej. W centralnej części elewacji znajduje się okazały ryzalit przykryty dachem trzyspadowym. W części parterowej ryzalitu znajduje się duże (frontowe) wejście, wraz z podjazdem dla ambulansów. Na ścianach bocznych (wschodniej i zachodniej) znajdują się identyczne, pojedyncze okna i podcień z obramieniem, a nad oknami proste gzymsy nadokienne. Okna bloku operacyjnego zdecydowanie większe niż pozostałe. W połaci dachowej znajduje się osiem symetrycznie rozmieszczonych lukarn z oknem przykrytych jednospadowym dachem.
Na szczytach wschodnim i zachodnim dobudowane (otwarte od strony szczytu) schody z drzwiami do budynku na każdym piętrze. Szczyt zachodni z dobudowaną poczekalnią izby przyjęć.
Główny budynek połączony jest łącznikiem z częścią tylną symetrycznie uformowanymi skrzydłem środkowym oraz po obu stronach skrzydłami wschodnim i zachodnim. Budynek szczytowo posadowiony do ul. Kościuszki. Przy szczytach węższy z cztero- lub pięcioosiową kolumną jednoskrzydłowych okien. W połaci dachowej przy szczytach lukarny dachowe z oknami, zadaszone dachem jednospadowym. Część środkowa poszerzona przykryta dachem czterospadowym i wyniesiona powyżej kalenicy całego zespołu budynków. Okna w tej części łącznika dwuskrzydłowe. Zagospodarowana część poddasza w formie poziomej lukarny z rzędem okien tworzy dodatkową, górną kondygnację, nad którą znajdują się kominy wentylacyjne.
Skrzydło środkowe trzykondygnacyjne, najdłuższe – 95 m. Murowane, otynkowane, kalenicowo posadowione do ul. Kościuszki, przykryte dachem dwuspadowym z dachówki ceramicznej. Wszystkie okna na elewacji płn. i płd. są dwuskrzydłowe i prostokątne. Na elewacji południowej znajdują się trzy szeregi balkonów z metalową balustradą na każdej kondygnacji. W centralnej części parteru drzwi i schody z balkonu parteru na tereny parku szpitalnego. W linii wysunięcia ryzalitu dobudowano zakończenia skrzydeł na kierunku północno-południowym. Zakończenia skrzydeł przykryte dachem czterospadowym z dachówki ceramicznej. Skrzydła wschodnie i zachodnie symetryczne. Obiekty trzykondygnacyjne, murowane i otynkowane. Dach dwuspadowy z dachówki ceramicznej. 
Zakończenia skrzydeł z drzwiami i oknami międzykondygnacyjnymi w części północnej elewacji oraz dużymi oknami i wejściem na elewacji południowej. Część tylna szpitala jest rozczłonkowana. Uskoki, załamania i ryzality mieszczące klatki schodowe, skracają perspektywę dzieląc optycznie długi budynek w rytmiczny sposób.
Zasadnicza bryła zespołu budynków szpitalnych nie uległa zmianom. Pola międzyokienne w ryzalicie na elewacji płn. budynku głównego są wynikiem zbudowania wewnątrz stropu, który potrzebny był do stworzenia pomieszczenia kaplicy szpitalnej na II piętrze. Również dobudowane (w miejsce otwartych balkonów) ryzality z otwartą klatką schodową na obu szczytach budynku głównego są dziełem z lat odbudowy powojennej. Porównując elewację południową szpitala przedwojennego ze współczesnym należy zauważyć zabudowę oknami narożnych balkonów w szkrzydłach wschodnim i zachodnim. 

## Literatura
- Bogdan Samorek - „karta ewidencyjna obiektu nr 90"
- Przemsyław Lewicki - „Tajemnice Głogowskiego szpitala” - Odkrywca 5/2004
- Rafael Rokaszewicz - „Głogowski szpital” - 2005